# Филиппов, Павел Дмитриевич
Па́вел Дми́триевич Фили́ппов (род. 2 мая 1951, Алтайский край) — выборный муниципальный служащий, с 1996 года по 2000 год — глава/мэр Хабаровска, председатель Совета депутатов муниципального округа Лефортово (глава округа) Москвы. Кандидат экономических наук.

## Биография
Родился 2 мая 1951 года в Алтайском крае. В 1968 году окончил среднюю школу в городе Джамбула. Затем в Москве учился в Институте нефти и газа им. Губкина (ныне — Российский государственный университет нефти и газа имени И. М. Губкина, РГУНиГ). Служил на Дальнем Востоке. После службы получил направление на Хабаровский нефтеперерабатывающий завод им. С. Орджоникидзе, где проработал 16 лет. Сначала оператором технологической установки, затем начальником установки, старшим инженером бюро рационализации и изобретательства, заместителем начальника, начальником отдела труда и зарплаты. С 1990 года — заместитель директора по экономике.
В 1980 году заочно окончил Хабаровский институт народного хозяйства. В 1989 году защитил диссертацию по теме: «Внутрипроизводственный хозрасчёт на государственном предприятии».
В 1991 году прошёл по конкурсу на должность председателя комитета по управлению государственным имуществом Хабаровского края — заместителем губернатора. В апреле 1994 года, распоряжением губернатора края, назначен главой администрации Хабаровска, став по совместительству председателем Хабаровской городской думы. В 1996 году был избран первым мэром города Хабаровска.
С 2000 года работает в Москве.
Ныне — председатель Совета депутатов муниципального округа Лефортово (глава округа), избирательный округ № 3, префектура ЮВАО — Юго-Восточного административного округа Москвы.

### Выборы мэра Хабаровска[4]
- 1-й глава администрации Хабаровска (с 24 декабря 1991 г. по 3 января 1994 г.) — Виктор Тевелевич[5] (Указ Президента РСФСР Ельцина Б. Н. от 24.12.1991 г., № 311 о назначении).
- и. о. главы администрации с 4 января — 17 марта 1994 г. — Александр Петров,
- и. о. главы администрации с 17 марта — 5 апреля 1994 г. — Бруно Гейт.

- 2-й глава администрации Хабаровска (с 5 апреля 1994 г. по 8 декабря 1996 г.) — Павел Филиппов (распоряжением главы администрации Хабаровского края Ишаева В. И. от 05.04.1994 г. о назначении).

8 декабря 1996 года — первые выборы мэра Хабаровска на 4 года:
- действующий глава администрации Хабаровска — Павел Филиппов — 46,07 %.
- начальник отдела межрегиональных связей и поставок администрации края — Александр Петров — 28,25 %.
- краевой депутат — Михаил Вовк — 6,09 %.
- главврач городской поликлиники № 15 — Любовь Маркова — 5,16 %.
- от горкома КП РФ — директор ХПАТП № 3, краевой депутат — Валентин Парчинский — 4,09 %.
- глава Железнодорожного района — Александр Ханцевич — отказ.
- глава Южного района — Юрий Оноприенко — отказ.
- гендиректор АО «Дальсистема» — Юрий Кудрявцев — отказ.
- гендиректор негосударственного пенсионного фонда «Амурский» — Анатолий Ларяев — отказ.
- против всех — 7,85 %.

Явка — 50,22 %.
15 июля 2000 года — отставка по собственному желанию мэра П. Д. Филиппова.
И. о. мэра — руководителя администрации с 16 июля до 23 августа 2000 г. — Александр Соколов (постановление мэра Хабаровска Филиппова П. Д. от 14.07.2000 г., № 790 — в последний день перед отставкой).